# Copepoda
 (прев. veslasta stopala) su grupa malih rakova koji se nalaze u skoro svakom slatkovodnom i slanom staništu. Neke vrste su planktonske (nastanjuju morske vode), neke su bentoske (žive na dnu okeana), brojne vrste imaju parazitske faze, a neke kontinentalne vrste mogu živeti u limnoterestričkim staništima i drugim vlažnim kopnenim mestima, kao što su močvare, ispod opalih listova u vlažnim šumama, močvarama, izvorima, efemernim jezerima, lokvama, vlažnoj mahovini ili udubljenjima biljaka ispunjenim vodom (fitotelmata) kao što su bromelije i biljke vrčevi. Mnogi žive pod zemljom u morskim i slatkovodnim pećinama, vrtačama ili koritima potoka. Kopepodi se ponekad koriste kao indikatori biodiverziteta.
Kao i kod drugih rakova, kopepodi imaju oblik larve. Za kopepode, jaje se izleže u obliku nauplija, sa glavom i repom, ali bez pravog grudnog koša ili stomaka. Larva se linja nekoliko puta dok ne liči na odraslu jedinku, a zatim, nakon više linjanja, postiže razvoj stupanj odraslih. Naupliusov oblik je toliko različit od odraslog oblika da se nekada smatralo da je posebna vrsta. Metamorfoza je do 1832. dovela do toga da su kopepodi pogrešno identifikovani kao zoofiti ili insekti (iako vodeni), ili, za parazitske kopepode, 'riblje vaši'.

## Klasifikacija i raznovrsnost
Kopepodi se pripisuju klasi Copepoda u okviru nadklase Multicrustaceau potrazdelu Crustacea. Alternativni tretman je kao potklasa koja pripada klasi Hexanauplia. Podeljeni su u 10 redova. Poznato je oko 13.000 vrsta kopepoda, a 2.800 njih živi u slatkoj vodi.

## Spoljašnje veze
- Copepod fact sheet – Guide to the marine zooplankton of south eastern Australia
- Diversity and geographical distribution of pelagic copepoda
- Copepod World
- Neotropical Copepoda Database Project
- The World Copepod Culture Database